# Ibrahim Touré
Ibrahim Touré (Bouake, 1985. szeptember 27. – Manchester, 2014. június 19.) elefántcsontparti labdarúgó.
2014. május végén diagnosztizáltak nála rákot. Nem sokkal később, 2014. június 19-én hunyt el.